# 젠 6
젠 6(Zen 6, "모르페우스")는 AMD의 곧 출시될 CPU 마이크로아키텍처의 이름으로, 2024년 7월 로드맵에 표시되었다. 이는 젠 5("니르바나")의 후속작이며 TSMC의 3 nm 및 2 nm 공정을 사용할 것으로 예상된다. 데스크톱 프로세서는 라이젠 10000으로 "메두사"라는 코드명을 사용할 예정이며, Epyc 서버 프로세서는 "베니스"라는 코드명을 사용할 예정이다.
젠 6은 2026년 말에서 2027년 초에 출시될 것으로 예상된다.

## 젠 6c
이전 두 젠 세대와 마찬가지로 젠 6은 표준 변형뿐만 아니라 젠 6c("모나크")라고 불리는 고밀도 코어 변형으로 출시된다.